# Mapofluxograma

Um exemplo de um Mapofluxograma

Mapofluxograma, ou Mapeamento do Fluxo de Valor, também conhecido por seu nome em inglês "value-stream mapping" ou sua sigla VSM, é uma ferramenta utilizada na filosofia do Lean manufacturing para analisar o estado atual e projetar um estado futuro para os eventos que levam um produto ou serviço desde o início do seu "processo produtivo" até chegar ao cliente. Trata-se de um mapa que geralmente emprega símbolos padrão para representar itens e processos, exibindo todas as etapas críticas em um processo específico e quantificando facilmente o tempo e o volume tomados em cada etapa. Segundo Dinis-Carvalho. o VSM é uma adaptação de uma técnica original da Toyota conhecida como “Materials and Information Flow Diagram (MIFD)”, e como tal, o Mapeamento do Fluxo de Valor mostra o fluxo de materiais e informações à medida que avançam durante o processo.
Considerando que um mapa de fluxo de valor representa um processo de negócios principal que agrega valor a um produto material, um diagrama de cadeia de valor mostra uma visão geral de todas as atividades dentro de uma empresa. Outras atividades de negócios podem ser representadas em "diagramas de fluxo de valor" e/ou outros tipos de diagramas que representam processos de negócios que criam e usam dados de negócios.
O objetivo do Mapofluxograma é identificar e remover ou reduzir "desperdícios" em fluxos de valor, aumentando assim a eficiência de um determinado fluxo de valor. A remoção de resíduos visa aumentar a produtividade, criando operações mais enxutas que, por sua vez, facilitam a identificação de resíduos e problemas de qualidade.
O mapeamento de fluxo de valor é um método reconhecido usado como parte das metodologias Lean Six Sigma.

## Materials and Information Flow Diagram (MIFD)
O Value-stream mapping é considerado uma evolução do Materials and Information Flow Diagram, também conhecido pela sigla MIFD. ou ainda por Materials and Information Flow Analysis (MIFA), que foi desenvolvido pela Divisão de Consultoria de Operações e Gestão da Toyota, que o usou seletivamente com os fornecedores, ou seja, onde o principal problema com os fluxos era com materiais e informações relacionadas a esses fluxos
O Materials and Information Flow Diagram tornou-se conhecido após ser mostrado num livro de 1918 intitulado "Installing efficiency methods", de autoria do Charles Knoeppel, que incluía diagramas muito semelhantes aos Mapofluxogramas atuais.
Conforme o site lean.org, há uma pequena diferença entre o MIFA (Materials and Information Flow Analysis) e o MIFD (Materials and Information Flow Diagram).. Em seus termos, pode-se dizer que o MIFA é um método (um procedimento para alcançar um objetivo) enquanto o MIFD é uma ferramenta (um dispositivo que ajuda a realizar uma tarefa)

## VSM
A Bíblia para o VSM no mundo ocidental é o livro Learning to See, por Mike Rother e John Shook, publicado em 1999. Eles também cunharam os termos mapeamento de fluxo de valor (VSM) e design de fluxo de valor (VSD), e definiram o conjunto de símbolos mais usados no Mapofluxograma atual. A visão ocidental moderna do mapeamento do fluxo de valor vem deste livro.
Existem dois tipos de mapas de fluxo de valor, o VSM do Estado Atual e o VSM do Estado Futuro. O mapa atual é usado para determinar como o processo se parece atualmente, e o mapa futuro se concentra em como o processo será após a(s) melhoria(s) idealizada(s) do processo ter(em) ocorrido no fluxo de valor.

### Como utilizar
O mapa do fluxo de valor atual deve ser criado antes do mapa do estado futuro e é criado observando o processo e rastreando as informações e o fluxo de material.
Em uma forma padrão de construção, Shigeo Shingo sugere que os passos de agregação de valor sejam desenhados através do centro do mapa e as etapas de atividades de valor não-agregado sejam representadas em linhas verticais em ângulos retos para o fluxo de valor. Assim, as atividades se separam facilmente no fluxo de valor, que é o foco de um tipo de atenção, e os passos de "desperdício", outro tipo. Cada linha vertical é a "história" de uma pessoa ou estação de trabalho, enquanto a linha horizontal representa a "história" do produto que está sendo criado.